# 尼克·米德尔顿
尼克·米德尔顿（1960年—）是一位英国自然地理學家，牛津大學聖安妮學院教授，研究方向为沙漠化，2002年获英國皇家地理學會颁发的尼斯奖，主要作品有入选牛津通识读本的《河流》（Rivers）、《荒漠》（Deserts）等。